# Reinhard Döhl
Reinhard Döhl (* 16. September 1934 in Wattenscheid; † 29. Mai 2004 in Stuttgart; Pseudonym: Traugott Schneider) war ein deutscher Literatur- und Medienwissenschaftler. Er war außerdem als Autor und Künstler tätig.

## Leben
Nach einem Studium der Germanistik, Philosophie, Geschichte, Politikwissenschaft in Göttingen und Stuttgart erfolgte 1965 die Promotion mit einer Arbeit über das literarische Werk Hans Arps. Bereits 1967 erhielt Döhl den Prix Strasbourg. Seine Habilitation erhielt er 1979 mit der Arbeit über Neuere deutsche Literatur unter besonderer Berücksichtigung der Medien. 1987 wurde ihm die Fellowship der Japan Society for Promotion of Science angetragen und 1990 erhielt er ein Stipendium der Cité Internationale des Arts Paris. Döhl wurde 1992 zum Ehrenmitglied der Accademia Tedesca in Rom ernannt. Er hielt außerdem Gastprofessuren an der Karl-Franzens-Universität (Graz), der Kansai-Universität in Osaka und der Hebrew University in Jerusalem.
Döhl war Medienwissenschaftler und Universitätsprofessor für Germanistik in Stuttgart und dort Spezialist für das Hörspiel und Hörspielautoren. Er war Gesamtkunstwerkforscher und Spezialist für die Dada-Kunst, insbesondere betreffs Hans Arp und Kurt Schwitters. Als Schriftsteller und Dichter hat er sich ebenfalls einen Namen gemacht.
Döhl gehörte der Stuttgarter Gruppe/Schule um Max Bense an. Er arbeitete als bildender Künstler im Bereich konkrete Poesie und der Collage sowie als Mail Artist. In den 1960er und dann wieder in den 1980er Jahren arbeitete er intensiv mit dem Maler Günther C. Kirchberger zusammen. Kirchberger machte ihn auch mit dem Siebdrucker und Galeristen Roland Geiger bekannt. In der Galerie Geiger war Döhl in den 1980er-Jahren regelmäßig als Redner und Autor in Ausstellungskatalogen aktiv.
Nicht zuletzt war Döhl der einzig langjährig bekannte Autor, der sich schon ab 1996 intensiv auf das neue, „dialogische“ Medium Internet eingelassen hatte. Auf seine letzte E-Mail-Korrespondenz mit Reinhard Döhl betreffend autoren im netz nimmt die WENN IM HERBSCHT ↔ SKÅL UND SALUT betitelte Zueignung von Gerd Hergen Lübben Bezug.
Bei seinen experimentellen Internetliteratur- und Kunstprojekten arbeitete er häufig und intensiv mit Johannes Auer zusammen.

## Sonstiges
Döhl hatte bereits als Student in Göttingen Einfluss auf die deutsche Rechtsgeschichte. Bis 1961 war Maßstab über die Beurteilung, ob ein Werk unzüchtig sei oder nicht, das sittliche Empfinden des Durchschnittsbürgers. Es reichte aus, wenn beliebige Normalmenschen im Zeugenstand ihre Entrüstung über ein Werk bekundeten. Im Oktober 1960 verurteilte ein Gericht ihn wegen seiner Veröffentlichung einer polemisch dichterischen Collage mit dem Titel Missa profana, die auf die Diskrepanz zwischen der heiligen Messe und der politischen Wirklichkeit hinwies. Im Urteil fand sich folgender Satz: Die Strafbarkeit einer Veröffentlichung kann nicht dadurch entschuldigt werden, dass es sich um ein Kunstwerk handelt. Im Sommer 1961 hob der Bundesgerichtshof dieses Urteil auf und befand, dass nicht jeder beliebige Bürger über die Unsittlichkeit einer Darstellung entscheiden könne. Dies könne der Richter und dieser müsse sich notfalls das Werk von einer künstlerisch aufgeschlossenen oder zumindest um Verständnis bemühten Person erklären lassen. Damit waren Verleger und Autoren einem erheblich geringeren Risiko strafrechtlicher Verfolgung ausgesetzt, und auch die Gefahr, dass Werke, die als obszön empfunden wurden, beschlagnahmt wurden oder in Buchhandlungen nicht mehr ausgelegt werden durften, war deutlich geringer geworden.

## Werke

### Wissenschaftliche Publikationen
- Das literarische Werk Hans Arps 1903-1930. Zur poetischen Vorstellungswelt des Dadaismus. Stuttgart: Metzler 1967
- Poesia experimental. Estudios y teoria. Zus. mit Eugen Gomringer. Madrid: Cooperativa de Produccion Artistica 1968
- Versuch einer Geschichte und Typologie des Hörspiels in Lektionen. WDR 1970–1987 [s. u. Radioessays]
- Zu den Hörspielen Wolfgang Weyrauchs. Zus. mit B. Willms u. a. Veröffentlichungen des Forschungsschwerpunkts Massenmedien und Kommunikation (MuK) an der Universität/Gesamthochschule Siegen, H. 14, 1981. [Mit Hörspielbibliographie Wolfgang Weyrauch]
- Rezeption der Arbeitslosigkeit im literarischen Rundfunkprogramm zu Beginn der 30er Jahre. Siegen 1985. Veröffentlichungen des Forschungsschwerpunktes Massenmedien und Kommunikation (MuK) an der Universität/Gesamthochschule Siegen, H. 32, 1985
- Das Neue Hörspiel In: Geschichte und Typologie des Hörspiels, Bd. 5. Darmstadt: Wissenschaftliche Buchgesellschaft 1988, ²1992
- Hermann Finsterlin. Eine Annäherung. Stuttgart: Hatje 1988. Katalog zur Ausstellung Stuttgart: Grafische Sammlung/Staatsgalerie, Freiburg, Düsseldorf 1988, Münster 1989, Moskau 1990 u. a.
- Das Hörspiel zur NS-Zeit. In: Geschichte und Typologie des Hörspiels, Bd. 2. Darmstadt: Wissenschaftliche Buchgesellschaft 1992
- Hermann Finsterlin. Sammlung Cremer. Zus. mit Uwe M. Schneede. Stuttgart: Hatje 1995
- Zwischen Reading und Linienstraße. Christa Reinigs Ballade vom blutigen Bomme noch einmal gelesen. In: Gunter E. Grimm (Hrsg.): Gedichte und Interpretationen. Deutsche Ballade. (= RUB. Nr. 8457). Reclam, Stuttgart 1988, ISBN 3-15-008457-1, S. 428–443
- Hermann Finsterlin. Ein Werkquerschnitt. Schömberg 1999. Katalog zur Ausstellung
- Hermann Finsterlin. Spielsachen und Spiele. Schömberg 2000. Katalog zur Ausstellung
- Hermann Finsterlin. Erotische Zeichnungen, Aquarelle und Architekturen. Schömberg 2001. Katalog zur Ausstellung

### Literarische Werke

Als eine Inkunabel konkret visueller Poesie gilt heute Reinhard Döhls apfel (1965)

- Mitbegründer der „werkgruppe für dichtung“, der ferner Sibylle Penkert, Brigitte Rehberg, Brigitte Burbach (seit 1960 korrespondierend), Hartwig Heine (Pseud. Hartwig Kerst), Manfred Schröder (Pseud. Peter Jason), Hans-Heinrich Lieb, Wulf Segebrecht und Özdemir Nutku angehören. Das Organ der Gruppe, die protokolle der werkgruppe für dichtung, erscheinen unregelmäßig unter wechselnder Redaktion 1959/1960.
- 11 texte. Stuttgart: rot 2, 1960
- affiche 14 für Georg Karl Pfahler, Zus. mit Georg Karl Pfahler und Klaus Burkhardt, Handpressendruck Klaus Burkhardt 1961
- affiche 22. affiche je m’en fiche. Handpressendruck Klaus Burkhardt, Juni 1961
- missa profana, zeitgedichte, moritat, liebesgedichte, variationen. schritte 5, Wolfgang Fietkau Verlag, Berlin 1962
- so etwas wie eine geschichte von etwas. Lithographien Karl Fred Dahmen. Stuttgart: Handpressendruck Klaus Burkhardt 1962
- fingerübungen. Wiesbaden: Limes 1962
- portrait einwände. Zus. mit Klaus Burkhardt. Stuttgart: rot 9, 1962
- 4 texte. Stuttgart: Edition Hansjörg Mayer. Futura 4, 1964
- - futura baby spezial. Edition Hansjörg Mayer 1965
- Prosa zum Beispiel. Limes nova, 11. Wiesbaden: Limes Verlag 1965
- apfel. Postkarte. Stuttgart 1965
- geht und geht geht. Postkarte. Stuttgart 1966
- Das Buch Es Anna. schritte 12, Wolfgang Fietkau Verlag, Berlin 1966
[Das Buch Es Anna bildet, angeregt von Gertrude Steins „Three Lives“, zusammen mit Das Buch Gertrud und dem fragmentarischen Das Buch Heidi eine nicht abgeschlossene Trilogie. Das Buch Gertrud ist zu Teilen im Internet publiziert, s. u. Internettexte und Projekte]
- programm typografie 1, 2. Zus. mit Günther C. Kirchberger und Hansjörg Mayer, Stuttgart: Edition Hansjörg Mayer 1966/1967
- bedepequ. Stuttgart: Edition Hansjörg Mayer 1967
- Wegwerfhefte [= wh]. Stuttgart: Edition Hansjörg Mayer 1967 ff
  - à sieben, 1967. [wh 1]
  - statt dessen, 1968. [wh 2]
  - man, 1968. [wh 3]
  - im kalender, 1979. [wh 4]
  - Zweiunddreißig Klerri-juhs, 1983. [wh 5]
  - Mehr Klerri-juhs aus der kleinen Stuttgarter Versschule, 1986. [wh 6]
- poem structures through the looking glass. Zus. mit Klaus Burkhardt. Stuttgart: rot 40, 1969
- aus den botnanger sudelheften. ein notizbuch. Stuttgart: Edition Hansjörg Mayer 1982.
- Ansichtskarten und Klerrijuhs aus der kleinen Stuttgarter Versschule. Zus. mit Wolfgang Ehehalt. O. O., HSW Verlag, o. J. [1985]
- wie man so sagt. gedichte. O. O.: HSW Verlag o. J. [1985]
- wie man so liest. Klappentexte und Collagen. O. O.: HSW Verlag o. J. [1987].
[wie man so sagt / wie man so liest sind Teilpublikationen des Projekts wie man so sagt/wie man so liest/wie man so hört, das sich in den 60er Jahren nicht abschließen ließ. Akustische Teilrealisationen dieses Projekts, s. u. Stücke und Spiele]
- Gillray was here. Eine Geschichte in Bildern. Eine Edition der Apfelpresse. Stuttgart: Cantz 1987.
- stuttgarterleben oder Zerstreute Einsichten in die Kultur der Eingeborenen. Mappe mit 26 Collages imprimés. Mit einem Vorwort von Dieter Kölmel. Gedruckt von Manfred Kärcher in einer von a bis z nummerierten Auflage 1987
- la morte d’un faune / der tod eines fauns. Eine Edition der Apfelpresse. 1991 [s. u. Internettexte und Projekte]
- Auf der nämlichen Erde. Eine poetische Korrespondenz von R.D., Ilse und Pierre Garnier, Bohumila Grögerová, Josef Hiršal, Hiroo Kamimura, Yüksel Pazarkaya, Syun und Kei Suzuki. Hrsg. Von R.D. und Joachim Kuolt. Stuttgart: Verlag in der Villa 1995.
- Gäste von weither / Guests from Far Places. [Senriyama-Renku, zus. mit Stephen Gibbs, Inui Hiroyuki, Scott Johnson, Kamimura Hiroo, Morisawa Iwao, Saeki Tetsuo, Sakamoto Yukio, Detlev F. Schauwecker, Suzuki Shun]. Ed. by Inui Hiroyuki, Morosawa Iwao, Sakamoto Yukio. Kansai University Press o. J. [1996] (2 Auflagen)
- Johannes Auer / Reinhard Döhl: „kill the poem“. digitale visuell.konkrete poesie und poem art. Edition Cyberfiction, Bd. 2. Zürich: update verlag 2000
- Reinhard Döhl Lesebuch. Mit einem Nachwort von Bettina Sorge. Neue Westfälische Literatur Bd. 10. Münster: Ardey Verlag 2002
- streck verse & lange gesichter. ein wörterspiel (mobile) mit neunzehn collagen des verfassers. mit einem beiwort von bettina sorge unter mitarbeit hrsg.n von armin elhardt. edition wuz, nr. 17, freiberg a.n. 2003
- Reinhard Döhl Lesebuch II. Zusammengestellt und mit einem Nachwort von Walter Gödden. Nylands Kleine Westfälische Bibliothek 33. Bielefeld: Aisthesis Verlag 2012. ISBN 978-3-89528-910-1